# 德莱妮·艾肯斯
德莱妮·艾肯斯（英語：Delaney Aikens，2000年4月18日—），加拿大女子七人制橄榄球运动员。她曾代表加拿大参加2019年泛美运动会七人制橄榄球比赛，获得一枚金牌。她也曾参加2018年夏季青年奥运会。